# FBReader
FBReader (Favorite Book Reader) est un logiciel propriétaire gratuit permettant de lire des livres numériques disponible sur GNU/Linux, Windows, MacOS, Android, iOS et ordiphone Huawei (en open source jusqu'en 2014).

## Formats supportés
- FB2
- EPUB sans DRM
- HTML
- PRC/MOBI sans DRM
- RTF
- TXT